# 庄炎林
庄炎林（1921年11月21日—2020年7月27日），男，福建安溪人，新加坡归侨，中华人民共和国政治人物，曾任国家旅游局副局长、中华全国归国华侨联合会主席，第六届、七届、八届全国政协委员。

## 生平
1921年11月，生于上海。中学在新加坡就读，1935年回国。
1937年，报名参加上海童子军抗日战时服务团。1938年在桂林中学读书。1938年10月，在桂林参加学生军，发动群众参加抗日，昆仑关会战期间，在广西武鸣县日占区组织发动群众抗日，侦察敌情，救护伤兵，运送粮食和弹药。1940年夏，离开学生军，回到桂林中学读书。1940年12月，加入中国共产党，成为中共桂林市委领导下的桂林中学第二支部一名骨干。1941年高中毕业后，就读于广西大学，任广西大学新生党支部副书记、书记。1942年5月中共南方工作委员会组织部长郭潜被捕叛变（“南委事件”）。1942年7月7日郭潜引领中统特工到中共广西省工委所在地桂林，从7月9日开始抓捕，导致了中共广西省工委机关彻底破坏，省工委副书记苏蔓、省工委妇女部长兼桂林市委书记罗文坤、中共南委特别交通员张海萍牺牲，即“七九反共事件”。根据中共广西省工委的指示，与卢蒙坚一起完成广西大学学生党员撤离后，转移到阳朔兴坪渔村。之后在陈奕江的推荐下，省工委安排庄炎林跑柳州线，通知柳州地下党撤退转移。之后在融安县吴赞之家住了一段时间，后到荔浦黄嘉（时任中共玉林地区委员会组织部长）的家里隐蔽，期间遇中共广西省工委书记钱兴到荔浦向黄嘉布置工作，黄嘉向钱兴书记引荐庄炎林。随后在钱兴的安排下，庄炎林随钱兴到了钟山英家，成为钱兴、邹冰夫妻外第一个到英家的省工委机关工作员，任省工委机关交通联络员，负责柳州、梧州等地的地下党交通联络工作。由于广西省工委与上级党组织失去联系，断绝了活动经费。为了解决省工委活动经费，潜回桂林找到父亲庄希泉，请父亲给予资助。庄希泉作为华侨领袖，在桂林、重庆联合创办织布厂和建光行，藉以掩护革命同志，支援抗日战争。父子二人潜回香港，“靠着两条腿从桂林经柳州通过十万大山，辗转经广州湾抵达澳门，突破日本的封锁线潜到香港，把家产全部运了出来，足足装了一艘机帆船。”将款项悉数交给广西地下党组织作为活动经费。为了取得与上级党组织的联系，省工委书记几次派庄炎林回桂林，通过其父亲的关系，找到了原属八路军桂林办事处领导的《广西日报》驻柳州办事处主任张兆汉，通过张兆汉的组织关系，将桂林“七.九”事变后中共广西省工委的情况报告了中共中央。张兆汉传达了八路军重庆办事处的三点意见：“一、重庆八路军办事处同意把中共广西省工委的情况转报党中央；二、向中共广西省工委传达中央最近指示精神，特别是全国的抗战形势的分析；三、今后重庆八路军办事处和中共广西省工委一般不发生横向联系，但如特殊的重要问题，如中央的重要、紧急指示，他们会设法传达，广西的主要情况，他们也会向中央报告，过一段时间、安排、部署就绪后，广西省工委可以到重庆八路军办事处直接找中共中央南方局联系。”1943年下半年，受省工委的指派，庄炎林与韦立仁、李林林、何梅珍、覃舜恩先后到了苍梧县石桥镇开辟新据点，以石桥镇中心小学老师的公开身份，开展工作，庄炎林且任中共石桥支部书记，并继续兼任省工委交通联络员，联系柳州地区的地下党工作。1944年春，因事态变化，庄炎林等人从苍梧石桥撤回钟山英家。1944年7月，豫湘桂会战日军即将侵入广西前夕，张兆汉在柳州向庄炎林转达中央“放手发动群众，加强抗日宣传，做好武装斗争准备，组织抗日游击武装，逐步建立抗日游击根据地” 的指示，接到中央转达的指示后，庄炎林随即赶回钟山英家，向省工委书记汇报，经省工委研究做出了“放手发动群众，组织抗日游击队，建立敌后根据地”的决定之后，且派人分头向全省各地党组织传达、布置，庄炎林奉命先到柳州，随后到来宾、柳北、罗城和桂林阳朔向当地党组织传达省工委指示。1944年桂林沦陷前夕，何香凝、千家驹、欧阳予倩、张锡昌、徐宾初、高士其、莫乃群等一批文化名人自桂林到了昭平，不久又迁至昭平黄姚，这些文化名人到昭平后，筹办《广西日报》（昭平版），中共党员张锡昌托欧阳予倩与庄希泉取得联系，希望得到中共党组织的支持和领导，庄炎林向射省工委书记汇报后，在中共广西地下党组织的协助下，1944年11月1日《广西日报》昭平版创刊。在庄炎林牵线下，省工委书记常到昭平黄姚与欧阳予倩、张锡昌等报社负责人交流国内外形势和开展桂东敌后抗日民主运动的问题，《广西日报》（昭平版）以中共“坚持抗战，反对投降，坚持团结，反对分裂，反对倒退”的方针作为办报的指导思想。
抗战胜利后，由于形势的变化，为了取得与党中央的直接领导，1945年9月3日，庄炎林陪同省工委书记钱兴前往重庆，向中共中央南方局汇报广西党的工作。为了节省经费，一路步行至贵州。到了贵州遇见其父亲一个朋友，向其借了路费，才坐上汽车。到达重庆后，庄炎林通过抗战时期转移到这里的七姑，找到了张兆汉，再通过张兆汉的关系将两人到重庆的情况报告“八路军重庆办事处”，在荣高棠的安排下，二人住进“八办”，开始撰写汇报材料，几天后南方局组织部长钱瑛接待了他们。材料写好后，庄炎林向钱瑛汇报广西“七·九”事变经过，钱兴向王若飞作汇报广西省工委工作情况和广西各地党组织情况。期间，王若飞转达了周恩来副主席对广西地下党工作的看法和指示：“广西党在1942年遭到敌人破坏后，坚持斗争，保存了党的一部分力量，在那里坚持了党的旗帜，这是很好的”。南方局恢复了与广西地下党的组织关系。庄炎林与钱兴在重庆“八办”前后住了十多天。汇报完毕很快回到广西。根据形势需要，成立桂林市工作委员会，庄炎林任桂林市工委书记。1946年春夏间，庄炎林受省工委书记委派到上海、南京与党中央联系（此时中共代表团由重庆迁到南京，对内为中共中央南京局）。在南京梅园新村，钱瑛接待了庄炎林，并把庄炎林留在南京工作，后又派庄炎林到上海任华侨通讯社记者、上海经济周报编辑、上海各界人民团体联合会秘书处负责人和上海人民报总编辑，积极宣传党的方针政策，做了大量群众工作。中共军队占领上海后，转入《解放日报》社工作，随后，在福建省委第一书记张鼎丞的领导下，筹建上海知识青年随军南下服务团，并任服务团党委委员，青年团团委书记，青年处处长，受命负责组织上海知识青年参加南下服务团随军南下。
中华人民共和国成立后，先后任中共福建省委青委委员，青年团福建省委常委、秘书长、副书记，福建省政府体委副主任，体育总会副主席，中共福建省委青委书记、共青团福建省委书记、省委文教部副部长、省委宣传部副部长，省政府副秘书长；1957年被下放侨乡晋江县任县委第二、第一书记；1959年调任闽江水电工程局（今中国水利水电第十六工程局有限公司）党委第一书记、南平地委书记，1962年任福建省人民委员会秘书长等职。 
文化大革命期间受到冲击。1970年被下放闽北农村落户劳动。1972年任晋江县革委会副主任、县委书记。1974年，经外经部部长方毅点名，任驻坦桑尼亚使馆经济代表，负责包括坦赞铁路在内的数十个经济援建项目。
1977年，任中华人民共和国对外经济联络部办公厅主任。1978年10月，任中国旅行游览事业管理总局副局长、党组副书记，中央利用侨资、外资建设旅游饭店领导小组办公室常务副主任，中国国际旅行社总社副总经理。积极推动利用外资发展旅游业，牵线搭桥、多方奔走，克服种种困难，推动建设北京建国饭店，为打开北京市旅游业的大门做了大量工作，也为全国旅游业发展提供了可资借鉴的管理模式和宝贵经验。在担任国家旅游局领导期间，促成数十个侨资外资合作的大中型项目，为国家旅游事业发展作出了积极贡献。兼任丽都饭店首任董事长。1981年7月起，先后任国务院侨务办公室副主任、党组成员。1983年当选第六届全国政协委员。
1986年，庄炎林退居二线，任国务院侨办顾问。1988年当选全国政协第七届委员，全国政协华侨委员会第一常务副主任。
1988年7月重返一线，被中共中央任命为中华全国归国华侨联合会党组书记，被全国侨联全委会增补为第三届全国侨联副主席。1988年12月当选为第四届中国侨联主席、党组书记。强调各级侨联组织要按照“健全机构，艰苦创业；兴办实业，广泛联系；积极服务，多作贡献”的精神，使侨联成为充满生机并得到广大群众信赖的“归侨侨眷之家”和“侨胞之家”，为侨联各项事业发展作出了重要贡献。1994年6月退出侨联主席岗位，离职休养。1996年当选全国政协第八届委员。
2015年，荣获中国人民抗日战争胜利70周年纪念章。
2020年7月27日，因病医治无效在北京逝世，享年99岁。

## 身后
2020年7月30日上午，庄炎林同志遗体送别仪式在北京举行。栗战书、汪洋、王沪宁、王晨、陈希、胡锦涛、朱镕基、李瑞环、贾庆林、张德江、俞正声、曾庆红、贺国强、尤权、曹建明、张春贤、艾力更·依明巴海、陈竺、张庆黎和田纪云、迟浩田、王兆国、李建国、王汉斌、杜青林、邹家华、彭珮云、李铁映、顾秀莲、胡启立、张克辉、廖晖、陈宗兴、王钦敏等送了花圈或以不同形式对庄炎林同志的逝世表示悼念，并向其亲属表示慰问。习仲勋夫人齐心也送了花圈，表达哀思。李海峰，中国侨联领导、中央涉侨部门领导、福建省委领导、中国侨联顾问，中国侨联直属机关同志、离退休同志、庄炎林同志生前友好和家乡代表400余人参加了送别。中央和国家机关有关部门负责同志送了花圈。中共中央组织部，中共中央统战部，全国政协办公厅，中华全国归国华侨联合会，全国人大华侨委员会，中华人民共和国商务部，中华人民共和国文化和旅游部，中国致公党中央委员会，中共福建省委、省人民政府，中共厦门市委、市人民政府等送了花圈。

## 家庭
- 父亲庄希泉（1888年－1988年），福建省厦门市（祖籍福建省泉州市安溪县龙门镇）人，爱国华侨领袖、实业家、教育家和社会活动家。1911年在海外加入孙中山领导的中国同盟会，1911年辛亥革命后，受上海军政府委托组织南洋募饷队，三下南洋为民主革命筹款。1912年任中华实业银行南洋总分行协理。1916年在新加坡创办中华国货公司。1917年创办南洋女校，探索“教育救国”的道路。在新加坡发动、组织华侨反对英国殖民当局迫害华侨的教育苛例，因而入狱。1922年初，为殖民教育问题为民请命，在南洋告败英属马来亚当局总督，轰动南洋社会。因此被殖民当局强行驱逐出境。回国后与妻子余佩皋在厦门创办厦南女子师范学校。1924年加入中国国民党，任福建党部执行委员。1925年“五卅运动”爆发，庄希泉和夫人余佩皋以国共合作的中国国民党福建省党部执行委员的身份，组织成立“厦门国民外交后援会”，发动罢工、罢课，积极推进国共合作，开展抵制日货运动。日本驻厦门领事馆借口其父曾在台北设有商号，称为日本“属民”，将其关押在鼓浪屿日本领事馆的地下监狱，后被押送到台湾囚禁了9个多月。经闽台各界多方营救获释后，设法返回内地继续参加大革命，并在上海《新闻报》上公开声明：“我是中国人，不是什么日本属民！”还特地改名“庄一中”。抗战爆发后，在香港主持闽台抗日救亡同志会，救济难民、筹集款项，联系、介绍海外华侨青年到延安求学参战。1938年在香港主持福建救亡同志会，救济难民，刨办建光学校、立华女中，并协助台湾革命同盟出版《战时日本》杂志。1942年初日军占领香港后，在中共中央南方局的安排下从香港转到广西桂林。组织闽台协会和闽台建设协进会，掩护中共广西地下党员斗争。在重庆联合创办织布厂和建光行，藉以掩护革命同志。第二次国共内战时期，返回香港、新加坡，经营进步电影和进出口贸易。1947年加入中国民主同盟。1947年任香港工商委员会委员，积极协助中共做海外侨胞统战工作。1949年饶彰风传达了中共中央委托，专程飞往新加坡，邀请陈嘉庚回国参加中国人民政治协商会议。中华人民共和国成立后，担任中侨委副主任委员。1951年兼任中央侨委生产救济司司长、难侨处理委员会主任，国务院华侨事务办公室副主任。与何香凝、陈嘉庚、廖承志等一道开创了新中国侨务工作。1955年协助陈嘉庚创办全国侨联，任副主席，陈嘉庚病逝后任第一届全国侨联代理主席，当选为第二届中国侨联主席，第三届全国侨联名誉主席兼任华侨大学董事长和中国华侨历史学会会长、名誉会长等职。第三、四、五届全国人民代表大会常务委员会委员。第五、六届全国政协副主席。1982年经中共中央直接批准，以95岁的高龄加入了中国共产党，成为中共正式党员。
- 母亲余佩皋（1888年－1934年），“南洋华侨女子教育的先驱”。高等女子师范（今北京师范大学）1911年毕业。广西桂林省立女子师范校长。1915年任婆罗洲山口洋中华学校校长。1916年创办新加坡南洋女子师范学校（今南洋女子中学前身）首任校长。1920年11月7日庄希泉、余佩皋在新加坡结婚。1920年12月5日，余佩皋受“华侨学务维持处”推选，以为南洋400万华侨、300多所华侨学校师生争取“享有共办教育、学习华文的权利”目的，回国呼吁母国各界支持，在上海、北京演讲宣传，四处呼吁，多次赴外交部、教育部呈递请愿书，申述侨胞之急情；全国各报先后刊登有关此事的通电、通告和公函；厦门、北京、上海等地学生团体纷纷成立后援会。尽管舆论声援，群情鼎沸，无奈北洋政府无所作为。余佩皋回国请愿历时一年又三个月。1922年5月1日创办厦南女子学校。1924年加入中国国民党，任福建党部执行委员。1926年离开厦门到广东参加北伐军。1927年2月被调往福州，任国民党福建省党部执行委员、妇女部长。1927年四一二事变后加入中国共产党。1934年在上海牺牲。